# Terramesnil
Terramesnil est une commune française située dans le département de la Somme, en région Hauts-de-France.

## Géographie

### Localisation
Terramesnil est un village picard de l'Amiénois et limitrophe du département du Pas-de-Calais.  
Limitrophe de Doullens, la commune est située à 10 km au sud-ouest de Pas-en-Artois, 24 km au nord d'Amiens, 35 km au sud-ouest d'Arras et à 39 km à l'est d'Abbeville à vol d'oiseau.
Le territoire de la commune est limitrophe de ceux de cinq communes.
Les communes limitrophes sont Amplier, Orville, Beauquesne, Beauval et Doullens.

### Hydrographie
La commune est située dans le bassin Artois-Picardie. Elle n'est drainée par aucun cours d'eau.

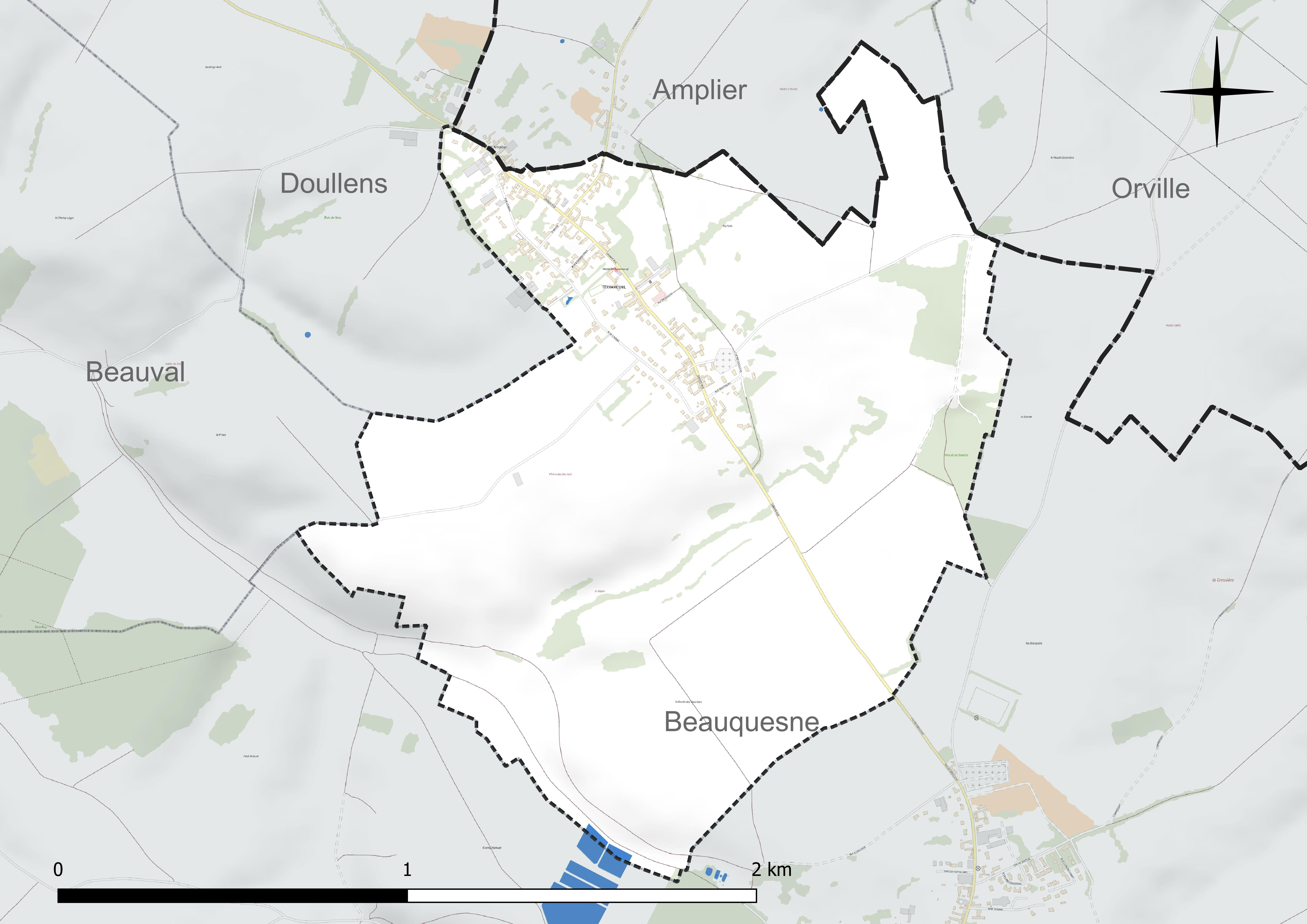
Réseau hydrographique de Terramesnil.

### Climat
Pour des articles plus généraux, voir Climat des Hauts-de-France et Climat de la Somme.
En 2010, le climat de la commune est de type climat des marges montargnardes, selon une étude du CNRS s'appuyant sur une série de données couvrant la période 1971-2000. En 2020, Météo-France publie une typologie des climats de la France métropolitaine dans laquelle la commune est exposée à un climat océanique et est dans une zone de transition entre les régions climatiques « Nord-est du bassin Parisien » et « Côtes de la Manche orientale ».
Pour la période 1971-2000, la température annuelle moyenne est de 9,9 °C, avec une amplitude thermique annuelle de 14,2 °C. Le cumul annuel moyen de précipitations est de 847 mm, avec 12,7 jours de précipitations en janvier et 9,3 jours en juillet. Pour la période 1991-2020, la température moyenne annuelle observée sur la station météorologique la plus proche, située sur la commune de Saulty à 16 km à vol d'oiseau, est de 10,4 °C et le cumul annuel moyen de précipitations est de 899,7 mm,. Pour l'avenir, les paramètres climatiques de la commune estimés pour 2050 selon différents scénarios d'émission de gaz à effet de serre sont consultables sur un site dédié publié par Météo-France en novembre 2022.

## Urbanisme

### Typologie
Au 1er janvier 2024, Terramesnil est catégorisée commune rurale à habitat dispersé, selon la nouvelle grille communale de densité à sept niveaux définie par l'Insee en 2022.
Elle est située hors unité urbaine. Par ailleurs la commune fait partie de l'aire d'attraction d'Amiens, dont elle est une commune de la couronne,. Cette aire, qui regroupe 369 communes, est catégorisée dans les aires de 200 000 à moins de 700 000 habitants,.

### Occupation des sols
L'occupation des sols de la commune, telle qu'elle ressort de la base de données européenne d'occupation biophysique des sols Corine Land Cover (CLC), est marquée par l'importance des territoires agricoles (91,7 % en 2018), une proportion identique à celle de 1990 (91,7 %). La répartition détaillée en 2018 est la suivante : 
terres arables (72,8 %), prairies (18,9 %), zones urbanisées (8,3 %). L'évolution de l'occupation des sols de la commune et de ses infrastructures peut être observée sur les différentes représentations cartographiques du territoire : la carte de Cassini (XVIIIe siècle), la carte d'état-major (1820-1866) et les cartes ou photos aériennes de l'IGN pour la période actuelle (1950 à aujourd'hui).

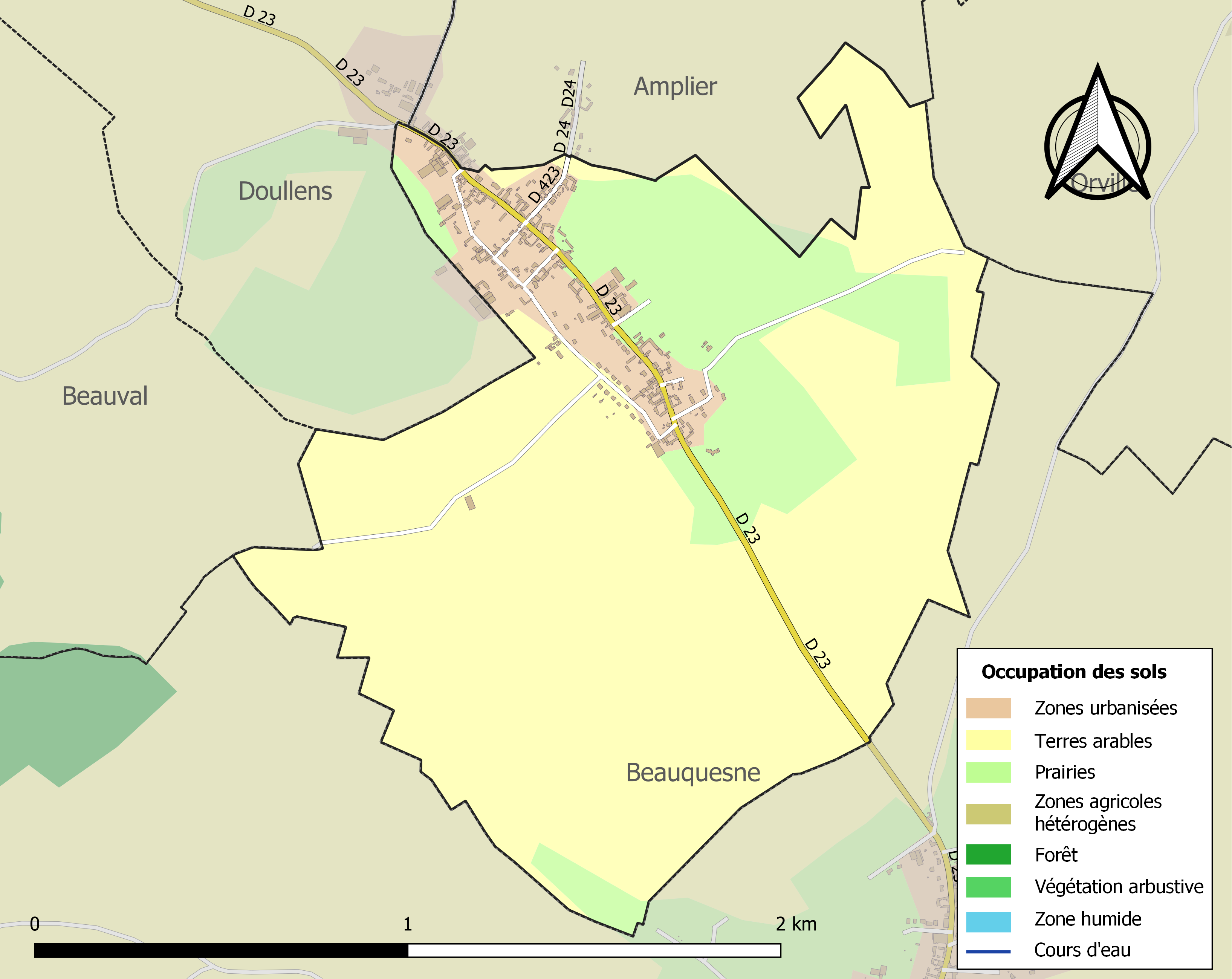
Carte des infrastructures et de l'occupation des sols de la commune en 2018 (CLC).

### Voies de communication et transports
La localité est desservie par la ligne d'autocars no 23 (Doullens - Beauquesne - Amiens) du réseau Trans'80, Hauts-de-France, tous les jours sauf le dimanche et les jours fériés.

## Toponymie
Le nom de la localité est attesté sous les formes Trembalmesnil (1140) ; Terremaisnil (1173) ; Estambertmaisnil (1202) ; Thierri maisnil (1252) ; Terra Mesnolii (1256) ; Terminy (1579) ; Teraminy (1638) ; Terremainil (1733) ; Terremenil (1761) ; Terremanil (1778) ; Terramainil (1764) ; Terramaisnil (1757) ; Terramesnil (1801).

Le village ou hameau de Séry, attesté sous les formes Sery  (1150) ; Seri (1202) ; Cery (1701), devait être situé au sud-ouest de Terramesnil.

## Histoire
La dîme de Terramesnil paraît avoir été donnée au prieuré de Saint-Sulpice de Doullens, avant 1202.
Au XVIe siècle, Jean de Baynast, écuyer, était seigneur de Terraménil.
En 1886, comme à Beauval et Beauquesne, des gisements de phosphate de chaux sont découverts.

## Politique et administration
| Période                                  | Période                   | Identité        | Étiquette | Qualité |
| ---------------------------------------- | ------------------------- | --------------- | --------- | ------- |
| Les données manquantes sont à compléter. |                           |                 |           |         |
| mars 2001                                | 2008                      | Michel Debry    |           |         |
| mars 2008                                | avril 2014                | André Carton    |           |         |
| avril 2014                               | juillet 2020              | Jacques Leclerq |           |         |
| juillet 2020                             | En cours (au 3 août 2020) | Thierry Bouvet  |           |         |

## Population et société

### Démographie
L'évolution du nombre d'habitants est connue à travers les recensements de la population effectués dans la commune depuis 1793. Pour les communes de moins de 10 000 habitants, une enquête de recensement portant sur toute la population est réalisée tous les cinq ans, les populations de référence des années intermédiaires étant quant à elles estimées par interpolation ou extrapolation. Pour la commune, le premier recensement exhaustif entrant dans le cadre du nouveau dispositif a été réalisé en 2005.

En 2022, la commune comptait 323 habitants, en évolution de +6,25 % par rapport à 2016 (Somme : −1,26 %, France hors Mayotte : +2,11 %).
| 1793 | 1800 | 1806 | 1821 | 1831 | 1836 | 1841 | 1846 | 1851 |
| ---- | ---- | ---- | ---- | ---- | ---- | ---- | ---- | ---- |
| 470  | 485  | 493  | 604  | 628  | 636  | 644  | 565  | 650  |

| 1856 | 1861 | 1866 | 1872 | 1876 | 1881 | 1886 | 1891 | 1896 |
| ---- | ---- | ---- | ---- | ---- | ---- | ---- | ---- | ---- |
| 636  | 655  | 642  | 596  | 582  | 547  | 511  | 756  | 600  |

| 1901 | 1906 | 1911 | 1921 | 1926 | 1931 | 1936 | 1946 | 1954 |
| ---- | ---- | ---- | ---- | ---- | ---- | ---- | ---- | ---- |
| 485  | 481  | 455  | 346  | 340  | 331  | 310  | 329  | 326  |

| 1962 | 1968 | 1975 | 1982 | 1990 | 1999 | 2005 | 2006 | 2010 |
| ---- | ---- | ---- | ---- | ---- | ---- | ---- | ---- | ---- |
| 309  | 290  | 279  | 280  | 246  | 230  | 273  | 269  | 284  |

| 2015 | 2020 | 2022 | - | - | - | - | - | - |
| ---- | ---- | ---- | - | - | - | - | - | - |
| 305  | 321  | 323  | - | - | - | - | - | - |

### Enseignement
L'école élémentaire publique Le Moulin est implantée dans la commune. Elle relève de l'Académie d'Amiens, classée en zone B pour les vacances scolaires.

## Économie
Le village a surtout une vocation agricole. Un peu plus de 10 hectares de vignes sont plantés localement. Ils produisent du vin blanc et du vin rouge : cépages pinot noir et chardonnay. La mise en bouteilles s'effectue au Domaine de Terramesnil.

## Culture locale et patrimoine

### Lieux et monuments
- Église Saint-Pierre du XIXe siècle de style néo-gothique (architecte : Victor Delefortrie), élevée en 1858 à l'initiative de l'abbé Morin, décédé en 1871. L'église primitive se situait au milieu du cimetière actuel et comportait un vaisseau simple terminé par une abside à trois pans. L'église actuelle conserve une vierge à l'enfant du XIVe siècle. Le clocher initial a été raccourci.
- Le village possède un oratoire Notre-Dame-de-Bon-Secours de 1857, avec une statue monumentale en fonte[33],[34].
- Monument aux morts du sculpteur Emmanuel Fontaine.

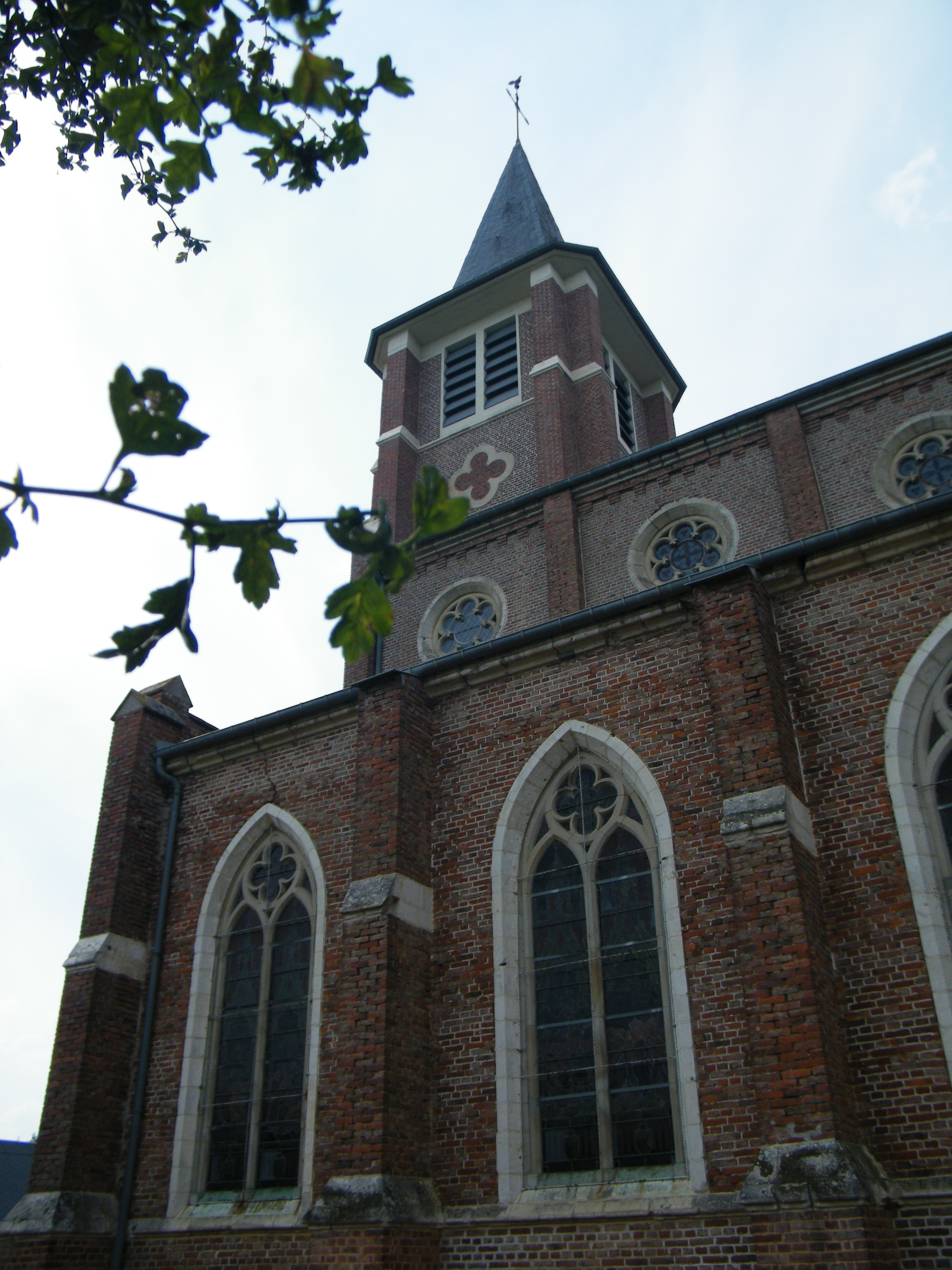
Autre vue de Saint-Pierre.
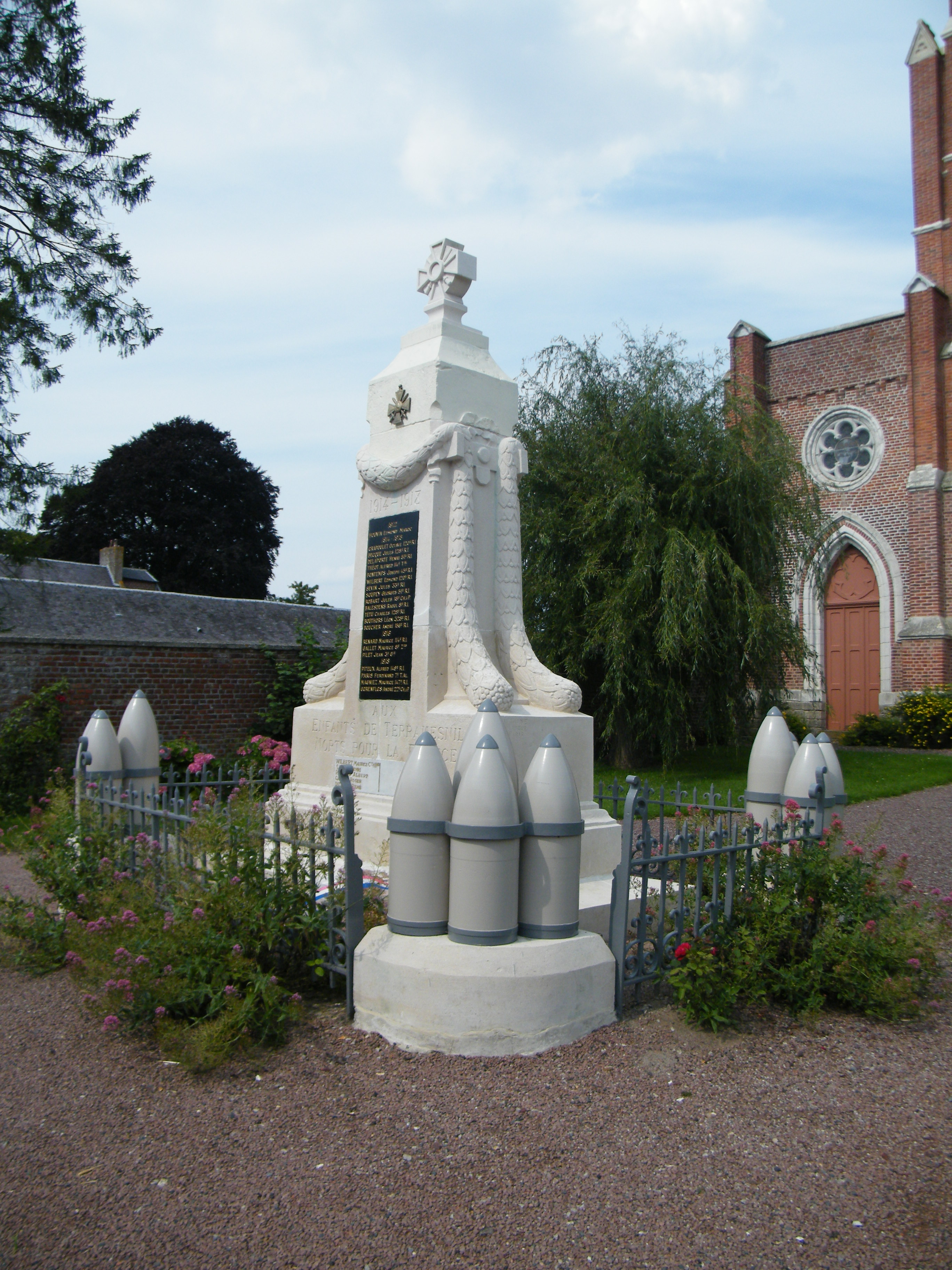
Monument aux morts.